# Hedychium nutantiflorum
Hedychium nutantiflorum är en enhjärtbladig växtart som beskrevs av H.Dong och G.J.Xu. Hedychium nutantiflorum ingår i släktet Hedychium och familjen Zingiberaceae. Inga underarter finns listade i Catalogue of Life.